# Diverticle
En medicina o biologia, un diverticle és un apèndix buit, en forma de bossa o sac, de mida variable, que sobresurt d'una cavitat o tub principal. Depenent de quines capes de l'estructura estiguin implicades, els diverticles es descriuen com a vertaders o falsos.
En medicina, el terme normalment implica que l'estructura no sol estar present ("patològica"), però en embriologia, s'utilitza per a algunes estructures normals que sorgeixen d'altres, com per exemple el diverticle tiroidal, que sorgeix de la llengua.
La paraula prové del llatí dīverticulum, "sender".

## Classificació
Els diverticles es descriuen com a vertaders o falsos en funció de les capes implicades:
- La paret dels diverticles verdaders contenen totes les capes de l'estructura, incloses la capa muscular i l'adventícia, com el diverticle de Meckel.[2]
- La paret dels diverticles falsos (també coneguts com a "pseudodiverticles") no contenen la capa muscular i l'adventícia. Els falsos diverticles, per exemple, al tracte gastrointestinal, només impliquen la submucosa i la mucosa.[2]